# Miranda Edwards
Miranda Edwards (Saskatoon, años 1980) es una actriz, directora y productora afrocanadiense que ha interpretado más de 30 papeles a lo largo de su carrera.
Es más conocida por interpretar a Honor Guest en Arrow, a Heloise en The Magicians y a Lights en Snowpiercer.

## Filmografía
| Año       | Título                                             | Personaje                    | Notas                  |
| --------- | -------------------------------------------------- | ---------------------------- | ---------------------- |
| 2004      | Mean Girls                                         | Chica de Míchigan            |                        |
| 2004      | Blue Murder                                        | Técnica de ordenadores/Kitty | 2 episodios            |
| 2004      | Kevin Hill                                         | Líder de la clase            | 1 episodio             |
| 2006      | At the Hotel                                       | Chica borracha #2            | 1 episodio             |
| 2006      | Why I Wore Lipstick to My Mastectomy               | Maggy                        |                        |
| 2006      | A Dad for Christmas                                | Joven enfermera              |                        |
| 2007      | P2                                                 | Jody                         |                        |
| 2007      | Super Why!                                         | Voz adicional                | 1 episodio             |
| 2009      | The Línea                                          | Leticia                      | 1 episodio             |
| 2010      | The Bridge                                         | Iris                         | 6 episodios            |
| 2010-2012 | Covert Affairs                                     | Millie                       | 4 episodios            |
| 2011      | Alphas                                             | Agente del FBI               | 1 episodio             |
| 2011      | Not Now PET                                        | Emma                         | Cortometraje           |
| 2014      | Murdoch Mysteries                                  | Chloe Peters                 | 1 episodio             |
| 2015      | The Strain                                         | Eve                          | 3 episodios            |
| 2016      | Orphan Black                                       | Roxie                        | 5 episodios            |
| 2016      | The Spot                                           | Amiga/Voz del GPS            | Cortometraje           |
| 2017      | Supernatural                                       | Benjamin                     | 1 episodio             |
| 2017      | Rogue                                              | Jackie                       | 1 episodio             |
| 2017      | Deadly Dance Mum                                   | Linda                        | Película de televisión |
| 2017      | The Good Doctor                                    | Bonnie                       | 1 episodio             |
| 2017      | Dirk Gently: Agencia de investigaciones holísticas | Bigby                        | 5 episodios            |
| 2017-2018 | Mech-X4                                            | Violet                       | 4 episodios            |
| 2017-2018 | Ghost Wars                                         | Maria                        | 4 episodios            |
| 2017-2019 | The Magicians                                      | Heloise                      | 10 episodios           |
| 2018      | Arrow                                              | Honor Guest/Silenciadora     | 5 episodios            |
| 2019      | Van Helsing                                        | Entrenadora                  | 1 episodio             |
| 2020      | Stolen by My Mother: The Kamiyah Mobley Story      | Angie                        |                        |
| 2020      | Mistery 101                                        | Maria                        | 1 episodio             |
| 2020      | Fashionably Yours                                  | Julia                        |                        |
| 2020      | Motherland: Fort Salem                             | Amina Straw                  | 2 episodios            |
| 2020-2021 | Snowpiercer                                        | Lights                       | 14 episodios           |
| 2021      | Kung Fu                                            | Nia                          | 1 episodio             |
| 2021      | A Million Little Things                            | Nya Byrne                    | 1 episodio             |